# Beluga
A beluga vagy fehér bálna (Delphinapterus leucas) az emlősök (Mammalia) osztályának párosujjú patások (Artiodactyla) rendjébe, ezen belül a narválfélék (Monodontidae) családjába tartozó Delphinapterus emlősnem egyetlen faja.
Nem tévesztendő össze a beluga néven is ismert hallal, a vizával (Huso huso) (Linnaeus, 1758).

## Előfordulása
Az Északi-sarkvidék környéki tengerekben honos. Amikor Grönland, Észak-Szibéria vagy Alaszka partvidékei jégmentesek, a belugák csapatokban, több kilométerre felúsznak a Jeges-tengerbe ömlő folyamokon. Ezzel magyarázható az is, hogy egy eltévedt egyed 1966. május 15-én a Rajnánál bukkant fel, 400 kilométert felúszott rajta az áramlással szemben, majd megfordult, és június 16-án elhagyta a folyót.

## Megjelenése

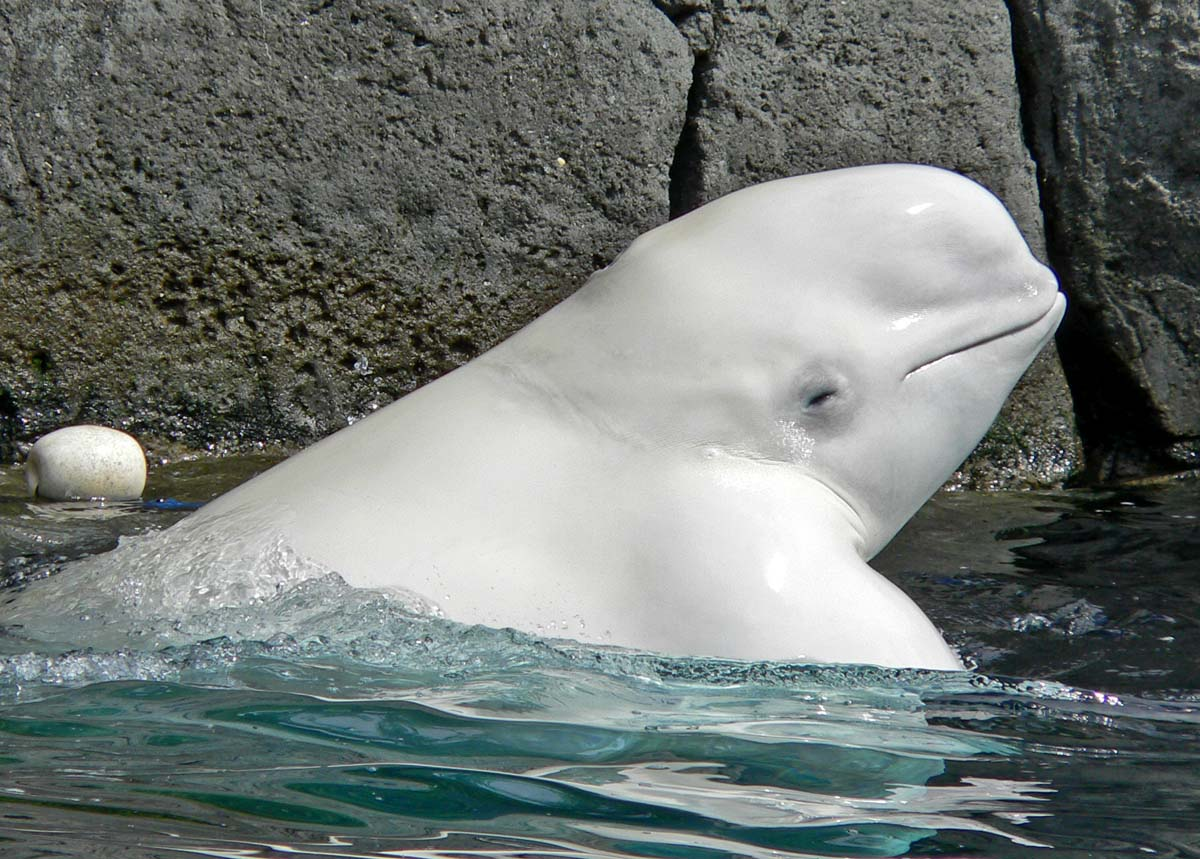
Kíváncsiskodó beluga a víz felszínén

A beluga testhossza 300-550 centiméter, testtömege 500-1500 kilogramm. A szem kivételével egész teste tejfehér, így semmilyen más cetfélével nem téveszthető össze. A borjak eleinte szürkék, később foltosak. Homloka hólyagszerűen tornyosodik felfelé, „csőre” nincs. Mellúszója széles és lekerekített. Nyaktájéka rövid, háta onnan laposan emelkedik ki. Hátúszója hiányzik, de a helyén kiemelkedő léc látható, mellyel az állat feltöri a jeget maga felett. A széles farokúszó közepe mélyen bemetszett, az állat ferdén oldalra tartja. Minden állkapocsfélben 8-10 kúp alakú, körülbelül 6 centiméteres fog található. Torka szűk. A hímek nagyobbak a nőstényeknél.

## Életmódja
Néha nagy csapatokban vadászik. Halakkal, lábasfejűekkel, rákokkal, tengeri férgekkel táplálkozik. A belugák lassan úsznak, a 10 km/h sebességet is alig érik el. Csak sekély vizekbe merülnek. Echolokációs rendszerük nagyon fejlett, és igen jó a hallásuk is, így zsákmányuk helyét a zavaros vízben is pontosan megállapítják. Többnyire kis csapatokban úszkálnak, a sarkvidéki part menti vizekben fehér testükkel úgy hatnak, mintha jégtáblák lennének. Az északi lakók vadásszák, mert feketés színű húsa élvezhető, bőréből szíjat vágnak és hálókat készítenek. Egy kis cetzsírt is ad. A szamojédek az állat fejét póznára tűzve áldozatul használják. A szabad természetben körülbelül 35-50 évig él.

## Szaporodása
A nőstények 5-7, a hímek 8-9 éves korukban érik el az ivarérettséget. A párzási időszak tavasszal van, a borjak 15-16 hónapnyi vemhesség után nyár közepén születnek meg. A tehenek két évig szoptatják kicsinyeiket, és 2-4 évenként borjaznak.

## Rokon fajok
A beluga egyetlen ma élő rokona a narvál (Monodon monoceros).